# Гришин, Александр Дмитриевич
Александр Дмитриевич Гришин (15 апреля 1933, Павелец, Скопинский район, Московская область — 5 февраля 2005, Москва) — советский футболист, полузащитник, футбольный тренер. Мастер спорта СССР (1956).

## Биография
Выступал за московские клубы ЦДСА/ЦСК МО, «Торпедо», «Локомотив», рижскую «Даугаву» и ярославский «Шинник». Состоял в ВЛКСМ.
После окончания карьеры игрока был главным тренером рыбинского «Сатурна», ивановского «Текстильщика», калининской «Волги». В 1981—1982 годах был начальником воронежского «Факела».